# Телефонный план нумерации
Телефо́нный пла́н нумера́ции — система телефонных номеров, позволяющая пользователям телефонной сети совершать и принимать звонки, а также определять направление вызова и идентифицировать звонящего (см. АОН). План нумерации позволяет предоставить единый подход к набору телефонных номеров, доступный и понятный каждому участнику, а также позволяет правильно настраивать маршрутизацию вызовов специалистам, обслуживающим соответствующую телефонную сеть и коммутирующее оборудование. 
Планы нумерации по принадлежности к телефонными сетям и возможным вариантам набора подразделяются на внутренние для организаций, а также внешние для общих телефонных сетей местного и городского, национального и международного масштабов с подразделением на открытые и закрытые. 
План нумерации внутренней телефонной сети организации определяет принципы совершения вызовов внутренним абонентам (сотрудникам), а также номера доступа к внутренним сервисам корпоративной АТС или ведомственной сети и способ доступа к внешней телефонной сети общего пользования. Требуемый план нумерации основан на внутренних потребностях организации и регламентируется руководством и техническими специалистами.

## Телефонные планы в зависимости от зон нумерации
Телефонный план нумерации в сети общего доступа подразделяется на зоны нумерации. Для географически определяемой зоны нумерации используется название ABC, DEF — для географически не определяемой зоны нумерации. В Российской Федерации три первых десятичных знака — та часть географического телефонного номера, которая указывает на междугородный узел связи. Телефонными планами нумерации коды зон присваиваются междугородным узлам связи, так что звонящий абонент может связаться с телефонами за пределами своего местного узла связи. Обычно код зоны, находящийся перед номером, соответствует определённому географическому местоположению.
В различных телефонных сетях применяются различные планы нумерации, в зависимости от потребностей. В телефонной сети общего пользования применяются открытые и закрытые планы нумерации.
При открытом плане нумерации местное телефонное соединение устанавливается набором только местного номера без набора национального номера.
При закрытом плане нумерации набор национального номера необходим для телефонного соединения любого вида — местного, внутризонового, междугороднего.
Международный союз электросвязи отдаёт предпочтение закрытому плану нумерации. В соответствии с приказом Мининформсвязи, в 2008 году Россия должна была полностью перейти на закрытый план нумерации. Однако по состоянию на 20 августа 2013 года закрытый план нумерации был введён только в Москве.
Абонентам, совершающим звонки внутри своей зоны (например, абонентам в своём же городе), обычно не требуется набирать код зоны. В международных телефонных номерах код зоны следует непосредственно за международным телефонным кодом страны.
Хотя Международный союз электросвязи (ITU) пытается сделать так, чтобы по всему миру были внедрены единые стандарты доступа к международной и междугородной связи, до сих пор в разных странах существуют различные способы доступа к внезоновым звонкам. Например, ITU рекомендует, чтобы для международного доступа использовался код 00. Однако эти рекомендации действуют не во всех государствах. Например, США и Канада используют Североамериканский план нумерации со своими правилами. Россия также использует свой способ доступа (через «восьмёрку»).
Международный план нумерации устанавливает телефонные коды стран, то есть коды, определяющие целые страны или группы стран. В соответствии со стандартом E.164, регулирующим телефонные коды стран на международном уровне и региональные планы нумерации, устанавливается максимальная длина полного международного телефонного номера. Каждая страна сама устанавливает нумерацию внутри своей телефонной сети. В результате, региональные коды зон могут иметь:
- фиксированную длину, например, три цифры в США, Канаде, России, 1 цифру в Австралии;
- переменную длину, например, от двух до пяти цифр в Германии и Австрии, от одной до трёх цифр в Японии, одна или две цифры в Израиле;
- либо могут быть включены прямо в номер абонента, как, например, в Испании или Норвегии — это называется «закрытый» план нумерации. В некоторых случаях необходимо всегда набирать и код выхода на междугородную станцию (в Европе обычно 0): так происходит в Бельгии, Швейцарии, ЮАР.

Обычно коды зон определяют и стоимость звонка. Звонки внутри своей зоны или небольшой группы соседних или перекрывающих друг друга зон стоят намного меньше звонков за пределы такой зоны или группы зон. Кроме того, существуют специальные коды зон для бесплатных и платных звонков, для звонков в сотовые сети связи. Существуют также исключения: в некоторых странах (например, в Израиле) звонки тарифицируются по одной стоимости независимо от того, куда звонит абонент, а в других (например, в Великобритании) код зоны обычно делится на две части с разной стоимостью.

## Открытые планы нумерации
При открытом плане нумерации есть различие между набором номера при звонках внутри телефонной зоны, за её пределы и для междугородних звонков. При звонке «внутри кода», в пределах, например, города, нужно просто набрать номер, но при звонке за пределы зоны нужно набирать ещё и код. Как правило, при звонке за пределы зоны нужно перед кодом набирать ещё и «выход на межгород» (обычно «0», в России — «8»). Например, при звонке на номер в Амстердаме (Нидерланды):
- xxx xxxx (внутри Амстердама код не нужен)
- 0 20 xxx xxxx (из-за пределов Амстердама)
- +31 20 xxx xxxx (из-за пределов Королевства Нидерландов)

В США и Канаде, а также в некоторых других странах и территориях используется так называемый Североамериканский план нумерации (англ. North American Numbering Plan (NANP)). В нём код «выхода» — 1, далее может использоваться код страны, территории или зоны. Например, звонок в Сан-Франциско осуществляется так:
- xxx xxxx (местный звонок, код не нужен)
- 1 415 xxx xxxx (из-за пределов Сан-Франциско)
- 415 xxx xxxx (с мобильного телефона внутри США)
- +1 415 xxx xxxx (из-за пределов США)

Тем не менее, в некоторой части Северной Америки начинают использоваться новые коды, и использование +1 перед кодом зоны становится обязательным. Звонки с мобильных телефонов отличаются тем, что набор +1 на них пока ещё не необходим, но большинство мобильных телефонов легко программируется и добавляет префикс к набираемому номеру автоматически.
Страны редко меняют тип своего плана нумерации с открытого на закрытый или наоборот. Закрытый план нумерации, который был разработан в Северной Америке, предусматривает фиксированную длину кода и местного номера. Открытый план нумерации, развившийся параллельно в разных странах, не стандартизирован. Длина кода и местного номера в нём может варьироваться. Закрытые планы нумерации, в целом, используются реже, чем открытые.

## Закрытые планы нумерации
Закрытый план нумерации подразумевает, кроме прочего, стандартную длину абонентского номера, и в закрытом плане нумерации во всех случаях используется полный набор номера, включая звонки внутри зоны и местные вызовы. Такие планы традиционны для небольших стран и территорий, когда код зоны не используется. Кроме того, использование закрытых планов нумерации распространено в странах, где традиционно развивалась система абонентских номеров со стандартной длиной. Многие страны идут по пути присоединения кода зоны к абонентскому номеру.
К примеру, для звонка в Осло до 1992 года следовало набирать так:
- xxx xxx (из самого Осло — код не требовался)
- 02 xxx xxx (внутри Норвегии, кроме Осло)
- +47 2 xxx xxx (из-за пределов Норвегии)

После 1992 года, когда план нумерации был изменён на закрытый:
- 22 xxx xxx (внутри Норвегии, включая Осло)
- +47 22 xxx xxx (из-за пределов Норвегии)

В других странах (например Франции, Бельгии, Швейцарии и в ЮАР) код выхода требуется и для внутренних звонков — как местных внутри зоны, так и внутри страны:
- Париж 01 xxxx xxxx (из-за пределов Франции +33 1 xxxx xxxx)
- Брюссель 02 xxx xxxx (из-за пределов Бельгии +32 2 xxx xxxx)
- Женева 022 xxx xxxx (из-за пределов Швейцарии +41 22 xxx xxxx)
- Кейптаун 021 xxx xxxx (из-за пределов ЮАР +27 21 xxx xxxx)

К преимуществам открытого плана нумерации можно отнести удобство набора абонентами более коротких местных номеров.
Однако повсеместное использование мобильных телефонов, которые позволяют одинаково легко хранить и полные, и короткие номера в записной книжке, существенно упрощает абонентам использование номеров в закрытом плане. Однако это не уменьшит затруднения пользователей стационарных телефонов, таксофонов и центров связи.
К преимуществам закрытой нумерации для конечного потребителя услуги связи можно отнести возможность легкого перевода любого национального номера в международный формат и исключения неоднозначности короткого номера.
В ближайшем будущем[когда?] Россия также перейдёт на закрытый план нумерации (см. Телефонный план нумерации России).

## Индикатор плана нумерации
Параграфом 3.4.2.3.3 стандарта Международного союза электросвязи Q.713 определён индикатор плана нумерации (NPI, Numbering Plan Indicator) — номер, используемый, в основном, в сообщениях SCCP. По состоянию на 2004 год определены следующие значения NPI:
| NPI | Описание                   | Стандарт      |
| --- | -------------------------- | ------------- |
| 0   | неизвестно                 |               |
| 1   | ISDN-телефония             | E.164         |
| 2   | общий                      |               |
| 3   | данные                     | X.121         |
| 4   | телекс                     | F.69          |
| 5   | морская мобильная связь    | E.210 и E.211 |
| 6   | сухопутная мобильная связь | E.212         |
| 7   | ISDN/мобильная связь       | E.214         |